# Tam Thủy
Tam Thủy (tiếng Trung: 三水区, Hán Việt: Tam Thủy khu) là một quận của địa cấp thị Phật Sơn (佛山市), tỉnh Quảng Đông, Cộng hòa Nhân dân Trung Hoa.